# Polybotrya nutans
Polybotrya nutans là một loài dương xỉ trong họ Dryopteridaceae. Loài này được Kunze mô tả khoa học đầu tiên năm 1834.
Danh pháp khoa học của loài này chưa được làm sáng tỏ. 